# Naturalisation (biologie)
Pour les articles homonymes, voir Naturalisation (homonymie).

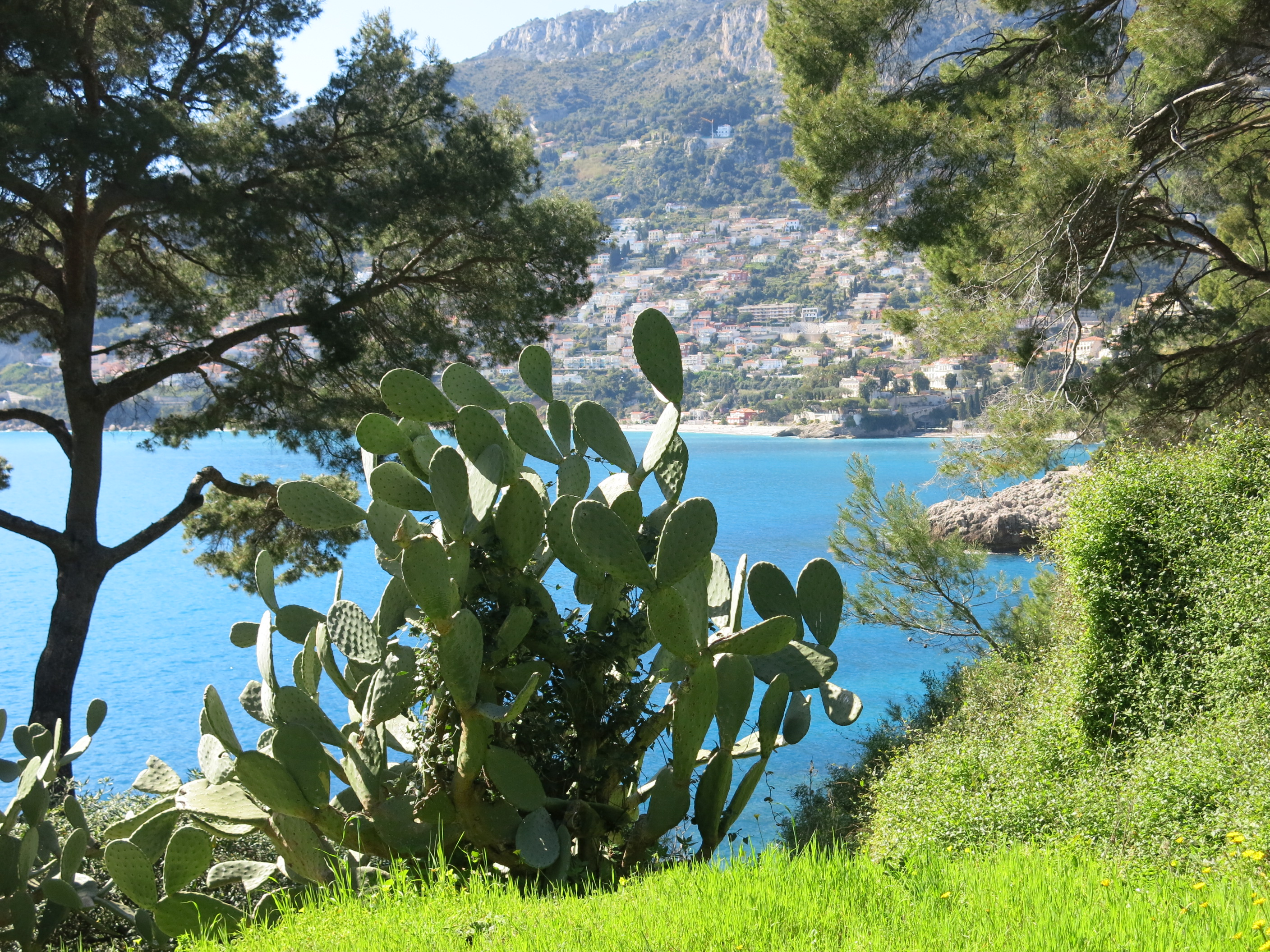
Figuier de Barbarie (Opuntia ficus-indica), un cactus originaire du Mexique, naturalisé en Afrique du Sud et autour de la Méditerranée, comme ici à Roquebrune-Cap-Martin (Alpes-Maritimes).

La naturalisation est un phénomène écologique dans lequel une espèce ou un taxon ou une population, chaque fois d'origine exotique (on parle aussi d'espèces/taxons allochtones) par opposition/comparaison aux espèces indigènes (on parle aussi d'espèces/taxons autochtones), s'intègre à un écosystème donné, devient capable de s'y reproduire et de s'y disséminer spontanément. Parfois la présence d'une espèce dans un écosystème considéré est tellement ancienne qu'on ne peut présupposer de son caractère natif ou introduit.
De manière générale : toute espèce introduite peut, à l'état sauvage, disparaître ou se naturaliser.
Certaines populations introduites ne sont pas capables de se maintenir par reproduction, tout en existant en raison d'un afflux extérieur continu. De telles populations, continuellement introduites mais non-naturalisées, sont dites "adventives". Par exemple les plantes cultivées sont une source notable de populations adventives.

## Botanique
En botanique, c'est le fait pour un végétal exogène de se reproduire naturellement dans un nouvel environnement. Par exemple, le thuya du Canada est naturalisé au Royaume-Uni, où il se reproduit de lui-même, alors qu'il ne l'est pas en France, où l'on doit le bouturer artificiellement.
Deux catégories de naturalisation sont définies à partir de deux paramètres distincts : l’un, archéonaturalisé, se réfère à une notion de temps (introduit depuis plus de cent ans), alors que le second, amphinaturalisé ou eurynaturalisé, implique une notion d’extension spatiale (taxon assimilé indigène et présent sur un vaste espace, s’opposant à sténonaturalisé).

### Degrés de naturalisation
Les degrés de naturalisation sont définis relativement aux statuts d'indigénat ou d'introduction des taxons ou espèces ; 
- Taxon accidentel : taxon non indigène poussant spontanément, qui apparaît sporadiquement à la suite d’une introduction fortuite liée aux activités humaines (par opposition aux introductions volontaires)
- Taxon subspontané : taxon naturalisé à la suite d'une introduction d'origine accidentelle (introduction fortuite liée aux activités humaines) ou inconnue, et qui, après acclimatation, peut se reproduire comme les plantes autochtones mais est encore mal établi.
- Taxon spontané : taxon indigène ou non indigène croissant et se reproduisant naturellement, sans intervention intentionnelle de l'homme sur le territoire considéré, et est bien établi (se mêle à la faune ou la flore locale)[2].

## Zoologie
La naturalisation animale s'effectue principalement via l'élevage et par commensalisme suivant les migrations humaines,.
Les espèces concernées sont ainsi :
- soit introduites volontairement dans un écosystème d'où elles ne sont pas natives ;
- soit introduites de façon accidentelle ou par marronnage ;
- soit en suivant naturellement les flux migratoires humains par commensalisme (ex : arrivée du moineau domestique en Europe occidentale à la suite des Huns, et auparavant en Europe orientale depuis l'Asie mineure dans l'Antiquité).

Il arrive parfois qu'une espèce naturalisée s'hybride avec une espèce indigène.

## Zone d'introduction et zone d'origine
La zone d'introduction ou encore aire d'introduction est le lieu ou plus largement l'environnement où l'espèce candidate à la naturalisation prend pied. On l'oppose généralement à la zone ou aire d'origine, où cette même espèce est indigène.
S'ajoute la notion plus ambiguë "d'aire de répartition naturelle", en particulier s'agissant d'espèces anthropophiles ou profitant d'aménagements anthropiques (canaux, ponts, déforestations, etc) ayant connecté deux zones auparavant isolées (ex : le canal de Suez qui occasionne la migration lessepsienne).

## Impact sur l'écosystème

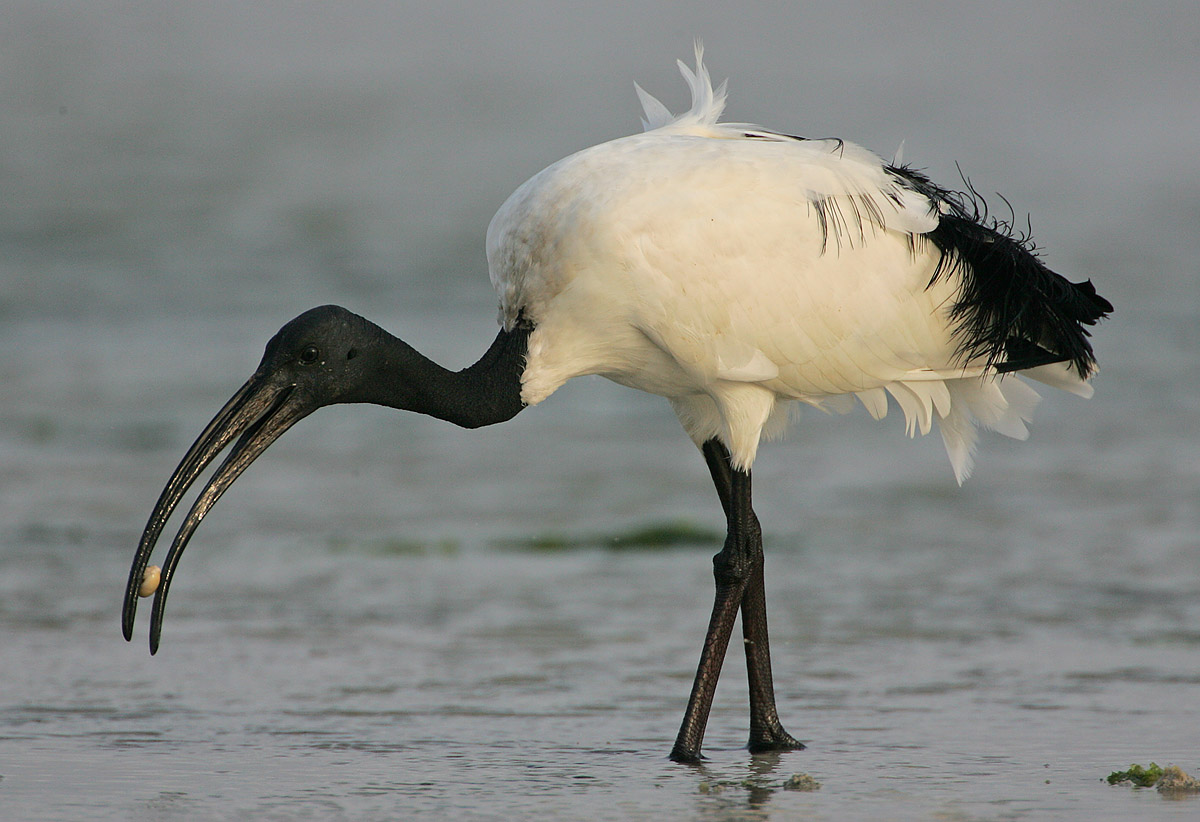
Des Ibis sacrés (Threskiornis aethiopicus) se sont échappés en 1990 d'un parc animalier breton et se sont naturalisés dans cette région.

La naturalisation se fait parfois en remplacement d'une autre espèce ayant pâti directement ou indirectement des activités anthropiques, ou jugée moins rentable pour l'activité humaine.
Certaines espèces naturalisées deviennent éventuellement envahissantes (on dit aussi invasives). Par exemple, le lapin de garenne, originaire d'Europe et qui pullule en Australie ; ou la Renouée du Japon qui envahit l'Europe et l'Amérique où elle est considérée comme l'une des cent espèces les plus invasives au XXIe siècle. Hormis la compétition directe entre populations natives et introduites, la pollution génétique par hybridation peut s'ajouter cumulativement aux effets environnementaux qui compromettent la conservation des populations indigènes.
Toutefois l'impact sur les espèces locales n'est pas simple a déterminer à court terme. Ainsi, des Ibis sacrés (Threskiornis aethiopicus) échappés en 1990 d'un parc animalier du Morbihan, ont donné lieu à une campagne d'éradication en 2008. En 2013, néanmoins, le CNRS considère que cet oiseau n'est pas une menace en France, mais au contraire qu'il favorise la Spatule blanche et limite le développement de l'envahissante Écrevisse de Louisiane.